# Metamorfosi (Star Trek)
"Metamorfosi" (títol original en anglès "Metamorphosis") és el novè episodi de la segona temporada de la sèrie de televisió de ciència-ficció estatunidenca Star Trek. Escrit per Gene L. Coon i dirigit per Ralph Senensky, es va emetre per primera vegada el 10 de novembre de 1967.
A l'episodi, una tripulació de la llançadora de l'USS Enterprise es troba amb un home fora de la història i el seu misteriós company alienígena. És la primera menció i la primera aparició de la franquícia de Zefram Cochrane.

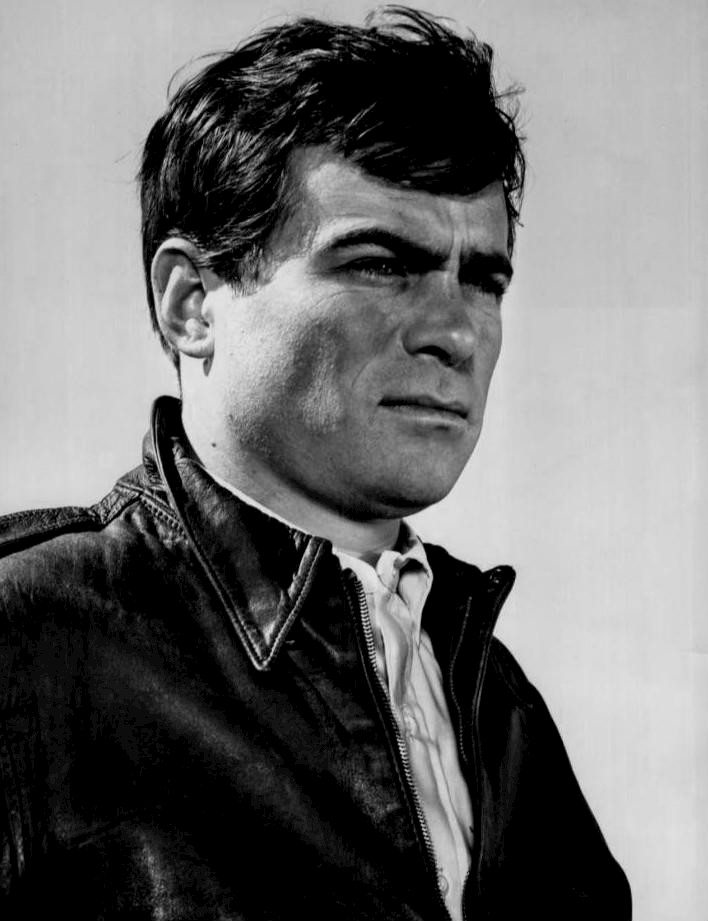
Glenn Corbett interpreta a Zefram Cochrane

## Argument
L'assistent de la Federació Comissari Nancy Hedford està sent transbordada amb llançadora a l'USS Enterprise per ser tractada de la malaltia de Sukaro, una condició potencialment mortal, abans de reprendre una missió de pacificació. Apareix un camp d'energia brillant al camí de la llançadora i l'estira cap a un planetoide proper amb una atmosfera de tipus terrestre. Totes les comunicacions estan bloquejades i la llançadora és totalment inoperable.
Poc després, apareix un jove que es diu Cochrane. Li diu al grup que fa anys que està abandonat al planeta i que un camp amortidor impedeix que els seus sistemes funcionin. Cochrane els porta a un refugi construït amb material recuperat del seu vaixell estavellat. En el transcurs de la seva visita, Kirk i Spock i Dr. McCoy observeu una massa brillant que s'assembla al fenomen que els va portar al planetoide. Cochrane anomena aquesta entitat "el company", i explica que, de gran, va fer un últim vol, amb la intenció de morir a l'espai, però la seva nau paralitzada va ser interceptada i rescatada per l'entitat, que el va restaurar fins a la joventut i des d'aleshores el manté viu. Els oficials de la Flota Estel·lar es queden sorpresos al descobrir que ell és Zefram Cochrane, l'inventor de la motor de curvatura. Aleshores, Cochrane revela per què els van portar al planetoide: li havia dit al company que moriria sense la companyia del seu propi fill, creient que l'alliberaria. En canvi, el Company va segrestar la llançadora.
Quan el company ataca a Spock mentre treballa a la llançadora, Spock dedueix que l'entitat està formada en gran part per energia elèctrica. Kirk i Spock intenten desactivar el Company amb un disruptor elèctric improvisat, però el Company reacciona violentament i només la intervenció de Cochrane salva a Kirk i Spock de ser assassinats.
Amb l'estat d'Hedford deteriorant-se ràpidament, Spock modifica el traductor universal de la llançadora per comunicar-se amb la força energètica. Kirk descobreix que té una personalitat femenina i està enamorat de Cochrane. El Company declara que ha impedit que tots envelleixin i que els hi mantindrà per sempre com a companyia de Cochrane. Cochrane, per la seva banda, està disgustat per la idea d'una relació íntima amb un alienígena, rebutjant la idea de l'amor i l'afecte del Company per ell. La moribunda Hedford, en canvi, expressa el seu anhel d'estimar i ser estimada abans de morir.
Cochrane torna a convocar el company, i Kirk explica que ell i Cochrane són massa diferents per a l'amor veritable. El company fa hipòtesis sobre ser humà i desapareix. Moments després, Hedford apareix fora del refugi, completament restaurada, i s'adonen que el Company s'ha fusionat amb Hedford dins del cos d'Hedford, que d'altra manera hauria mort en pocs moments. D'aquesta manera tant Hedford com el Company poden experimentar l'amor. Cochrane parla emocionat dels seus plans per viatjar per la galàxia, però el company/Hedford revela que la seva força vital està lligada al planetoide; no pot marxar més d'uns dies, així que Cochrane decideix romandre amb ella per amor i gratitud, declarant que "tindran molts anys" junts. Aleshores, Cochrane demana que Kirk i la seva tripulació s'abstinguin d'informar a ningú sobre la seva presència a l'asteroide perquè ell i el company/Hedford es puguin viure en pau. Quan McCoy pregunta qui completarà la missió de Nancy Hedford, Kirk s'arronsa d'espatlles i diu: "Estic segur que la Federació pot trobar una altra dona, en algun lloc, que aturarà aquesta guerra".

## Doblatge al català
L’episodi va ser doblada al català pels estudis Tecni-3 (primera part) i Diálogo (segona part) i emés a TV3 l’any 1989.
| Personatge                | Actor/actriu     | Veu en català                      |
| ------------------------- | ---------------- | ---------------------------------- |
| James T. Kirk             | William Shatner  | Jordi Boixaderas                   |
| Spock                     | Leonard Nimoy    | Isidre Sola i Llop                 |
| Leonard McCoy             | DeForest Kelley  | Eduard Lluís Muntada               |
| Montgomery Scott 'Scotty' | James Doohan     | Joan Carles Gustems Domènec Farell |
| Nyota Uhura               | Nichelle Nichols | Glòria Roig Azucena Díaz           |
| Hikaru Sulu               | George Takei     | Jaume Nadal Enric Cusí             |
| Pavel Chekov              | Walter Koenig    | Quim Roca Pep Madern               |
| Zefram Cochrane           | Glenn Corbett    | Pep Anton Muñoz                    |
| Nancy Hedford             | Elionor Donahue  | Pilar Rubiella                     |
| Tinent Leslie             | Eddie Paskey     | Enric Isasi-Isasmendi              |
| Companya                  | Elizabeth Rogers | Teresa Manresa                     |